# Castillo MacLellan

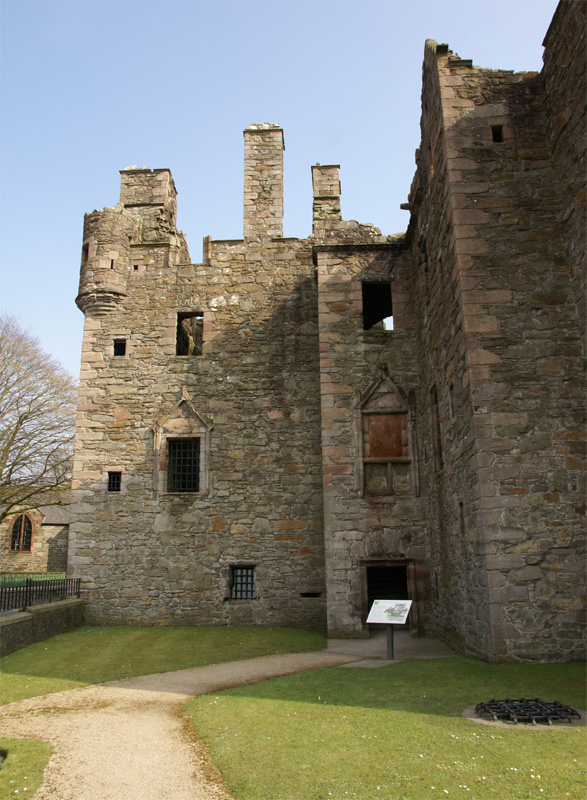
La entrada principal protegida por las dos alas

El castillo Maclellan, también conocido como el castillo de Kirkcudbright, es una fortificación con planta en forma de L en el concejo de Dumfries and Galloway, al sur de Escocia.
Fue construido en 1582 por sir Thomas MacLellan en los terrenos del antiguo convento de Greyfriars que había adquirido en 1569. Se encuentra en ruinas desde 1752. Como curiosidad, la chimenea del gran salón-comedor tiene incorporado un laird's lug, desde donde el dueño de la casa podría escuchar a sus invitados sin ser visto por estos.